# Relámpago (luchador)
Relámpago (14 de febrero de 1981) es un luchador profesional mexicano que actualmente trabaja para el Grupo Internacional Revolución (IWRG). Desde el 2009 hasta el 2012 luchó para la Asistencia Asesoría y Administración (AAA).

## Carrera

### Circuito Independiente (2003 - 2009)
Relámpago debutó como luchador profesional el 23 de mayo de 2003 en la Arena Obreros del Progreso de Saltillo, Coahuila. Tiempo después comenzó a luchar en distintas arenas del norte de la república mexicana, principalmente en la Arena Coliseo de Monterrey en Nuevo León y en la Arena Cuatro Caminos de Tamaulipas. El 26 de julio de 2009 luchó en el Centro Banamex de la Ciudad de México con la promoción Desastre Total Ultraviolento (DTU) durante el evento de Lucha Libre La Experiencia 2009. En dicho show, Relámpago junto a Dance Boy derrotó a Paranoiko y Tóxico. Días después, el 8 de agosto participó en el evento que marcaba el regreso de la promoción Xtreme Latin American Wrestling, el cual ocurrió en la Arena López Mateos.

### Asistencia Asesoría y Administración (2009 - 2012)
El 17 de agosto de 2009, Relámpago debutó en Asistencia Asesoría y Administración (AAA). En Triplemanía XVIII, Relámpago intervino en la lucha por el Campeonato Mundial de Peso Crucero de la AAA, distrayendo a Extreme Tiger y permitiendo que Christopher Daniels lo eliminara. El 14 de septiembre de 2010, hizo equipo con Extreme Tiger para enfrentar a Decnnis y Tigre Cota. Días después, el Lic. Joaquín Roldán anunció que en AAA necesitaban una unión, como plan para encarar a La Milicia, por eso Relámpago y Extreme Tiger lucharon juntos. Sin embargo, luego de no participar en ningún evento importante y la falta de actividad en AAA, Relámpago abandonó la empresa a finales de abril de 2012. Su última lucha en AAA ocurrió el 29 de abril en la Sala de las Armas de Magdalena Mixhuca, donde junto a Fénix venció a La Milicia (Dark Dragon & Tito Santana).

## Campeonatos y logros
- Asistencia Asesoría y Administración
  - Lucha Futbolística (2010)[5]
- International Wrestling Revolution Group
  - Copa Higher Power (2012)